# 심분
심분(沈汾, ? ~ ?)은 당나라 제11대 황제 당 헌종(唐 憲宗, 재위 : 805년 ~ 820년)의 부마(駙馬)로 당 헌종의 8녀 남강공주(南康公主)의 남편이다.

## 가계
- 장인 : 당나라 제11대 황제 당 헌종(唐 憲宗, 재위 : 805년 ~ 820년)
  - 부인 : 남강공주(南康公主) - 당 헌종의 8녀

## 생애
당나라 제11대 황제 당 헌종(唐 憲宗)의 8녀 남강공주(南康公主)와 결혼하여 부마(駙馬)가 되었다.
신선(神仙)에 관심이 많아 당나라 5대 신선의 이야기를 수집하여 《속선전(續仙傳, 속신선전)》을 저술하였다.

## 같이 보기
- 당 헌종
- 심명
- 심휘
- 심의
- 예진황후

## 참조
- 《구당서》
- 《신당서》
- 《원화성찬(元和姓纂)》

1. ↑  오숙(吳淑)의 《강회이인록(江淮異人錄)》